# Mechislav Grib
Mechislav Ivanavich Grib, em bielorrusso: Мечыслаў Іванавіч Грыб (29 de setembro de 1936), foi o segundo presidente do Soviete Supremo da Bielorrússia, de 28 de janeiro de 1994 até 10 de janeiro de 1996. Sucedeu Stanislav Shushkevich e foi chefe de Estado até 20 de julho de 1994, tendo sido substituído por Alexander Lukashenko no cargo, que passou a ser denominado Presidente da Bielorrússia. No entanto Grib manteve sua atividade parlamentar. Atualmente está na oposição e é membro do Partido Social-democrata Bielorrusso (Hramada).